# Katarzyna Kossakowska
Katarzyna Kossakowska, z domu Potocka (ur. 1716 lub 30 kwietnia 1722, zm. 21 marca 1803 w Krystynopolu) – działaczka polityczna II połowy XVIII wieku, kasztelanowa kamieńska.
Była córką starosty grabowieckiego Jerzego Potockiego i Konstancji z Podbereskich (h. Druck, I voto Zamoyskiej). 24 maja 1744 wyszła za mąż za kuzyna, Stanisława Kossakowskiego (1721–1761), kasztelanica podlaskiego, od 1748 kasztelana kamieńskiego. Mąż był podobno ułomny i karłowaty, opinia publiczna zareagowała na ślub wystosowaniem wierszowanej Kondolencji dla młodej małżonki; zapisał jej na własność Twierdzę, Toporów i Bohorodczany.
W latach 50. wraz z mężem była jedną z czołowych protektorek Jakuba Franka i frankistów. Była matką chrzestną żony Franka, Chany, oraz jego córki i późniejszej następczyni, Ewy. Kossakowska zaliczała się do najenergiczniejszych postaci polskiej sceny politycznej. Początkowo wspierała politykę hetmana Jana Klemensa Branickiego, później była jego przeciwniczką. Przede wszystkim jednak przeszła do historii jako zdeklarowana przeciwniczka króla Stanisława Augusta Poniatowskiego, liderka konfederacji radomskiej, zwolenniczka Konstytucji Trzeciego Maja.
Opiekowała się siostrzeńcem Ignacym Potockim i wspierała interesy rodu Potockich. W 1777 uzyskała od cesarzowej Marii Teresy tytuł hrabiowski i Order Krzyża Gwiaździstego. W ostatnich latach I Rzeczypospolitej działała w środowiskach antyrosyjskich i antytargowickich. 28 kwietnia 1792 publicznie pojednała się z królem Stanisławem Augustem Poniatowskim.
Była znana z poczucia humoru, niezależności sądu; autorka bogatej, dowcipnej korespondencji. Nazywano ją "Herod-Babą" lub "Wielką Mądrochą".

## W kulturze
Józef Ignacy Kraszewski, autor wielu powieści z czasów stanisławowskich, wprowadził osobę Katarzyny Kossakowskiej do powieści Macocha (1872). Opisywał ją następująco: słusznego wzrostu kobieta, sucha i chuda, rysów twarzy grubych i męskich, ubrana mniej starannie, acz strój był kosztowny; twarz jej, mimo że ją brzydką nazwać było można, jaśniała chłodnym rozumem, a oczy tryskały dowcipem. O roli Kossakowskiej Kraszewski napisał Z imienia przynajmniej mało kto nie zna pani Kossakowskiej, najdowcipniejszej kobiety owych czasów, gdy na dowcipie nie zbywało nikomu. (...) Pani Kossakowska miała dowcip Potocczyzny (jak ją zwała), dumny, ostry, nielitościwy, poważny, ironiczny, wcale nie figlarny i nie giętki. Cięła nim jak bułatem, a komu się nim dostało po głowie, długo bliznę nosił. Samemu królowi jegomości nieraz się dostawało.
Katarzyna Kossakowska jest jedną z bohaterek powieści Olgi Tokarczuk Księgi Jakubowe (Wydawnictwo Literackie, 2014).